# Reunion (episodio de Falling Skies)
Reunion es el noveno episodio de la quinta temporada y quinquagésimo primer episodio a lo largo de la serie de drama y ciencia ficción de TNT Falling Skies. Fue escrito por Marc Dube y dirigido por Brad Turner. Fue estrenado el 23 de agosto de 2015 en Estados Unidos.
Tom gana una nueva y poderosa arma contra los Espheni; Ben intenta descifrar los planes del enemigo, mientras Pope descubre que Tom está vivo y la 2nd Mass debe revaluar su situación cuando aparezca un visitante inesperado.

## Argumento
Tom es contactado nuevamente por la Dornia, quien le ofrece un arma que sería capaz de acabar con los Espheni de una vez por todas si es capaz de llegar hasta la reina de estos. Matt y Maggie descubren a Lexi en el bosque y la llevan a la base militar, donde el resto cree que se puede trata de otro clon, sin embargo, la chica relata que fue rescatada por la Dornia. Por parte, Ben está decidido a averiguar lo que está pasando con los Espheni en Washington y descubre que la reina se encuentra oculta en el monumento a Lincoln y Anne y Marty descubren que el arma de la Donia también afecta a los humanos y trabajan juntos para modificar sus componentes y hacer inmune a los humanos. Mientras tanto, Pope y su grupo irrumpen en la base. Anthony salva a Anne y Pope muere en una explosión. Finalmente, Lexi revela haber sido enviada para asesinar a Tom pero Ben le lanza el arma de los Dornia; antes de morir, Lexi advierte a Tom que los Espheni van tras él y que los planes han cambiado de invasión a ocupación. Finalmente, mientras la 2nd Mass se prepara para avanzar hacia Washington, un enorme enjambre de Avispones se aproxima hacia ellos.

## Elenco
| - Noah Wyle como Tom Mason. - Moon Bloodgood como Anne Glass. - Drew Roy como Hal Mason. - Connor Jessup como Ben Mason. - Maxim Knight como Matt Mason. - Colin Cunningham como John Pope. - Sarah Sanguin Carter como Maggie. - Mpho Koahu como Anthony. - Doug Jones como Cochise. - Will Patton como Daniel Weaver. | - Jennifer Ferrin como Rebecca Mason. - Todd Weeks como Marty. - Daren A. Herbert como el teniente Damarcus Wolf. - Taylor Russell como Evelyn. - Lane Edwards como el sargento Trevor Huston. - Treva Etienne como Dingaan Botha. - Scarlett Byrne como Lexi. - Catalina Sandino Moreno como Isabella. |

## Recepción

### Recepción de la crítica
Chris Carabott de IGN calificó al episodio como bueno y le otorgó una puntuación de 7.0 sobre 10, comentando: "Reunion concluye con un montón de preguntas que aún quedan sin respuesta. Eso deja al final de la serie con mucho que hacer y muy poco tiempo. Este es un buen episodio, pero se siente que una planificación más estricta desde el inicio de la temporada los habría dejado con más espacio para hacer frente a la cantidad de historias en juego en este momento".

### Recepción del público
En Estados Unidos, Reunion fue visto por 1.76 millones de espectadores, recibiendo 0.3 millones de espectadores entre los 18 y 49 años, de acuerdo con Nielsen Media Research.